# Lumpenproletariat
Lumpenproletariat (z niem. Lumpenproletariat, „obszarpańczy proletariat”) – zdeklasowana warstwa osób znajdujących się na marginesie społecznym w społeczeństwie kapitalistycznym. 
Tworzą ją osoby żyjące w skrajnej biedzie, trwale bezrobotne, często nieposiadające zawodu, w odróżnieniu od proletariatu, czyli kategorii osób posiadających zatrudnienie. 
Termin ten wprowadzony został przez Karola Marksa i Fryderyka Engelsa. Oznaczał grupę ludzi odrzuconych przez wszystkie klasy społeczne. Marks zaliczał do niej między innymi oszustów, naciągaczy, właścicieli domów publicznych, szmaciarzy, kataryniarzy, żebraków i innych wyrzutków społeczeństwa. W ujęciu Marksa była to kategoria osób zadowolonych ze swojego położenia, niechętna zmianom, bezmyślnie popierająca liberalną burżuazję, od której zależał jej byt codzienny.